# My Dead Friend Zoe
My Dead Friend Zoe ist eine Tragikomödie von Kyle Hausmann-Stokes. Der nach einem Einsatz einer Soldatin im Afghanistan-Krieg spielende Film mit Natalie Morales, Sonequa Martin-Green, Ed Harris und Morgan Freeman in den Hauptrollen feierte im März 2024 beim South by Southwest Film Festival seine Premiere. Der US-Kinostart war Ende Februar 2025.

## Handlung
Nach ihrem Einsatz im Afghanistan-Krieg führt die US-Soldatin Merits ihre Beziehung mit dem Geist ihrer toten Kameradin Zoe weiter. Merits Großvater ist ein Vietnam-Veteran. Er hält sich im angestammten Seehaus der Familie versteckt, hat die Orientierung verloren und lehnt das Einzige, was er eigentlich bräuchte, ab: Hilfe. Merit soll aufgrund eines Arbeitsunfalls eine Selbsthilfegruppe besuchen, um ihr Trauma zu überwinden und so milder beurteilt zu werden, doch die Arbeit in der Gruppe fällt ihr schwer.

## Produktion

### Regie und Drehbuch
Regie führte Kyle Hausmann-Stokes. Es handelt sich um sein Regiedebüt bei einem Spielfilm. Auch sein letzter Kurzfilm Merit x Zoe war im Dunstkreis des Afghanistan-Krieges angesiedelt und handelt von zwei Soldatinnen namens Merit und Zoe, die dort auf einem abgelegenen Außenposten der US-Armee stationiert sind. Die Titelrollen waren mit Morgan Dixon und Haskiri Velazquez besetzt.
Das Drehbuch für My Dead Friend Zoe schrieb Hausmann-Stokes gemeinsam mit AJ Bermudez. Auch für sie handelt es sich um den ersten Spielfilm.

### Besetzung und Dreharbeiten

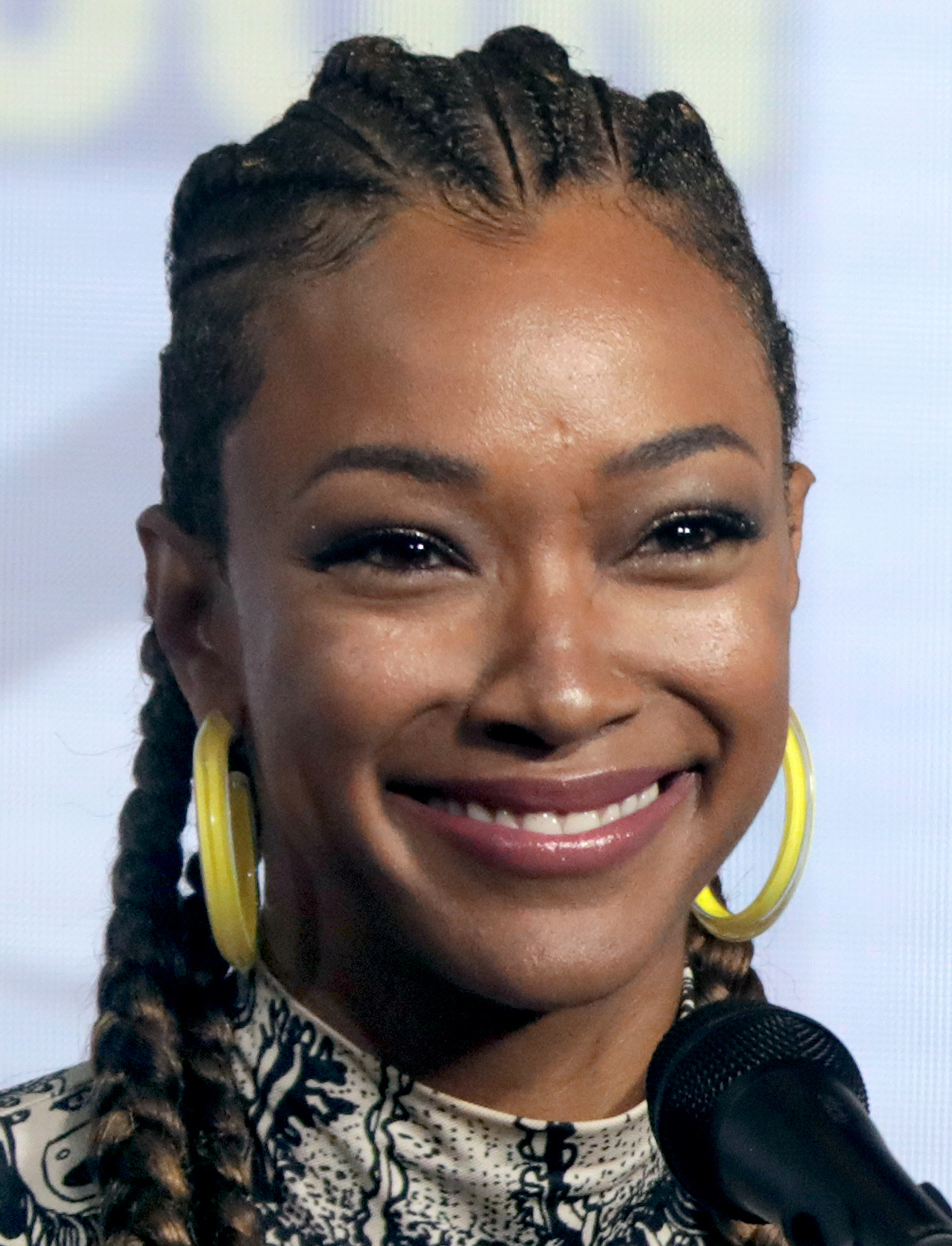
Sonequa Martin-Green spielt Merit

Natalie Morales, bekannt aus Filmen wie The Little Things, If You Were the Last und Self Reliance, spielt in der Titelrolle Zoe. Sonequa Martin-Green spielt ihre Freundin Merit. In weiteren Hauptrollen sind Ed Harris als Dale und Morgan Freeman als Dr. Cole zu sehen. Auch Utkarsh Ambudkar und Gloria Reuben finden sich auf der Besetzungsliste des Films.
Kameramann Matt Sakatani Roe war zuletzt für Filme wie den Thriller The God Committee von Austin Stark und den Liebesfilm Purple Hearts von Elizabeth Allen Rosenbaum tätig.

### Filmmusik
Die Filmmusik komponierte Dan Romer, der zuletzt für den Musicalfilm Dear Evan Hansen von Stephen Chbosky, den Pixar-Film Luca von Enrico Casarosa, die Filmkomödie Self Reliance von Jake Johnson und den Historienfilm  King's Land von Nikolaj Arcel tätig war. Einen Song für den Film schrieb Romer gemeinsam mit der kanadischen Singer-Songwriterin, Klavier- und Banjospielerin und Gitarristin Kaia Kater.

### Veröffentlichung
Die Weltpremiere von My Dead Friend Zoe fand am 9. März 2024 beim South by Southwest Film Festival statt. Im Oktober 2024 wurde er beim Woodstock Film Festival gezeigt. Im Februar 2025 wurde er beim Santa Barbara Film Festival vorgestellt. Die Rechte in den USA liegen bei Briarcliff Entertainment. Am 28. Februar 2025 kam der Film in die US-Kinos. Im März 2025 wurde er beim Manchester Film Festival gezeigt. Im März 2025 wurde er beim Manchester Film Festival gezeigt.

## Rezeption

### Kritiken
Von den bei Rotten Tomatoes aufgeführten Kritiken sind 95 Prozent positiv bei einer durchschnittlichen Bewertung mit 7,7 von 10 möglichen Punkten. Bei Metacritic erhielt der Film einen Metascore von 75 von 100 möglichen Punkten.

### Auszeichnungen
Leiden International Filmfestival 2024
- Nominierung im American Indie Competition[10]

South by Southwest Film Festival 2024
- Auszeichnung mit dem Publikumspreis in der Sektion Narrative Spotlight[11]

Woodstock Film Festival 2024
- Auszeichnung mit dem Gigantic Pictures Award als Bester Spielfilm
- Auszeichnung mit dem Haskell Wexler Award für die Beste Kamera (Matt Sakatani Roe)
- Lobende Erwähnung beim Narrative Editing Award (Ali Greer)[12]